# Tamara Cheremnova
Tamara Cheremnova (en ruso: Тамара Черемнова  ; nacida el 6 de diciembre de 1955) es una autora rusa llamada la "Narradora de Siberia". Tiene parálisis cerebral y pasó su vida adulta en un manicomio antes de que sus escritos revelaran su diagnóstico erróneo. Fue una de las "100 mujeres" de la BBC en 2018. 

## Vida
Cheremnova nació en Rusia en 1955.
En 1961, cuando tenía seis años, sus padres la llevaron a un orfanato, donde le diagnosticaron "discapacidad intelectual". Recuerda estar molesta cuando sus padres la visitaban, ya que no se la llevaban con ellos a casa. Ella recuerda que sus padres rara vez la cogían en brazos y que dependía de ella aprender a sentarse. Ella recuerda que hubo un incendio fatal en su residencia y un cuidador la dejó atrás. Habría muerto si otro paciente no la hubiera empujado fuera del edificio. A pesar de esto, una antigua maestra, Anna Sutyagina, le enseñó a leer y escribir. Ella dice que aprendió a contar al leer los números de página en los libros. En 1973, cuando cumplió 18 años, fue enviada a un manicomio en Novokuznetsk debido a su diagnóstico. Allí comenzó a escribir a pesar de las dificultades físicas. 
En 1990 escribió su primer libro para niños, De la vida del sabio Mixuta, que fue publicado por la Editorial de la provincia de Kémerovo. Con los derechos de autor compró una máquina de escribir y en 2003 escribió Sobre el cabello rojo Tajiuxka . Este libro, sin embargo, no fue publicado porque el editor lo consideró demasiado complicado para los niños. Sin embargo, sus otros escritos fueron leídos en internet por Olga Zaykina en Moscú. Ella publicó su libro en línea. Se la conoce como la narradora de historias en Siberia y ahora vive como el centro de atención. Ella ha contratado a dos enfermeras que la visten y la alimentan. En diciembre de 2018 fue incluida como una de las BBC 100 Women.

## Trabajos
- Из жизни волшебника Мишуты (De la vida del sabio Mixuta, 1990)
- Про рыжую Таюшку (Sobre el cabello rojo Tajiuxka, 2003)
- Приключения лесной ведьмочки Шиши (Aventura en el bosque con Xixi, 2015) ISBN 9785519026147
- Шел по осени щенок (Walking with the Autumn Puppy, 2018) ISBN 978-5519548243
- Трава, пробившая асфальт (Hierba, Muestras de asfalto, 2018) ISBN 978-5519593274